# Nina Preobrazjenskaja
Nina Preobrazjenskaja, född Antonjuk den 16 februari 1956 i Stavysjtje i Ukraina, är en sovjetisk roddare.
Hon tog OS-silver i åtta med styrman i samband med de olympiska roddtävlingarna 1980 i Moskva.